# Тринадесетоъгълник
Тринадесетоъгълникът (също и тридекагон) е многоъгълник с тринадесет страни и ъгли. Сборът на всички вътрешни ъгли е 1980° (11π). Има 65 диагонала.

## Правилен тринадесетоъгълник
При правилния тринадесетоъгълник всички страни и ъгли са равни. Вътрешният ъгъл е 152 4⁄13° или приблизително 152,3077°, а външният и централният – 27 9⁄13° или приблизително 27,6923°.

### Лице
Лицето S на правилен тринадесетоъгълник може да бъде намерено по три начина:
- По страната a:

{\displaystyle S={\frac {13a^{2}}{4}}\cot({\tfrac {\pi }{13}})\approx 13,1857683\,a^{2}}
- По радиуса R на описаната окръжност:

{\displaystyle S={\frac {13R^{2}}{2}}\sin({\tfrac {2\pi }{13}})\approx 3,0207006\,R^{2}}
- По радиуса r на вписаната окръжност (т.е. апотемата):

{\displaystyle S=13r^{2}\cdot \tan({\tfrac {\pi }{13}})\approx 3,2042122\,r^{2}}

### Построение
Тъй като 13 не е просто число на Ферма, правилен тринадесетоъгълник не може да бъде построен с линийка и пергел. Примерно приблизително построение на правилен тринадесетоъгълник: